# Marsamuscetto

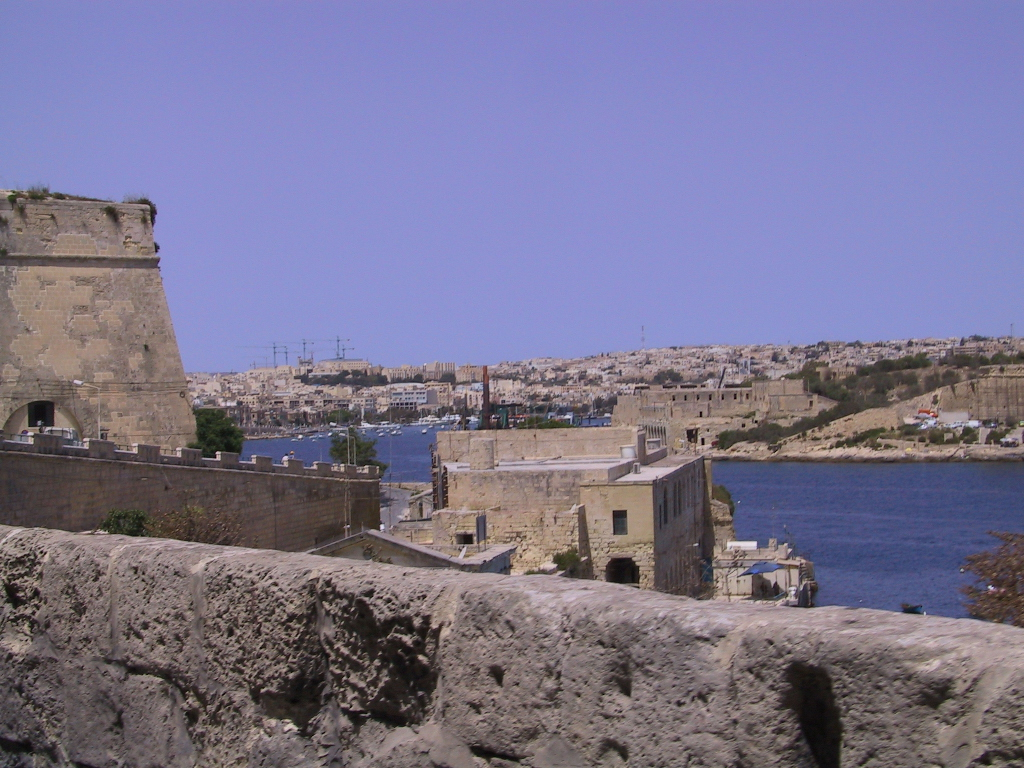
Il porto di Marsamuscetto

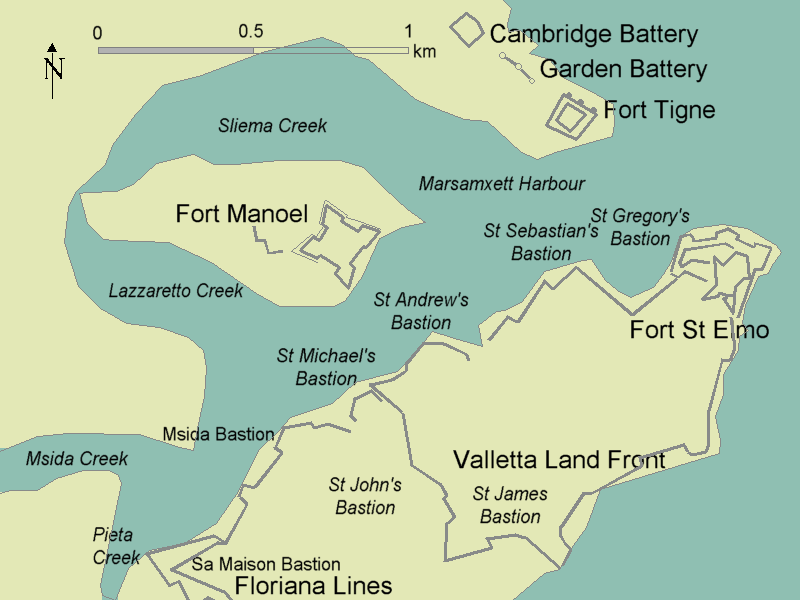
Mappa di Marsamuscetto

Marsamuscetto o Marsamusetto (storicamente anche nella grafia separata Marsa Muscetto; in maltese Marsamxett o Marsamxetto, letteralmente "porto [marsa] della spiaggia [xatt]") è il più settentrionale dei due porti naturali della Valletta, sull'isola di Malta, separato da quello a sud (Porto Grande) dalla penisola di Sciberras su cui sorge La Valletta.

## Descrizione
A nord è limitato da Gezira, Sliema e dalla Punta Dragut, e si estende verso terra fino a Pietà e Misida. La sua vocazione è prevalentemente turistica ed è dedicato più al tempo libero che a scopi mercantili, come invece è il Porto Grande: vi è un ampio porto turistico per yacht a Misida e le navi turistiche da crociera attraccano a Silema. All'interno del porto naturale, collegato con un piccolo ponte a Gezira, l'isola Manoel ospita un cantiere navale ed il settecentesco Forte Manoel.

## Immagini

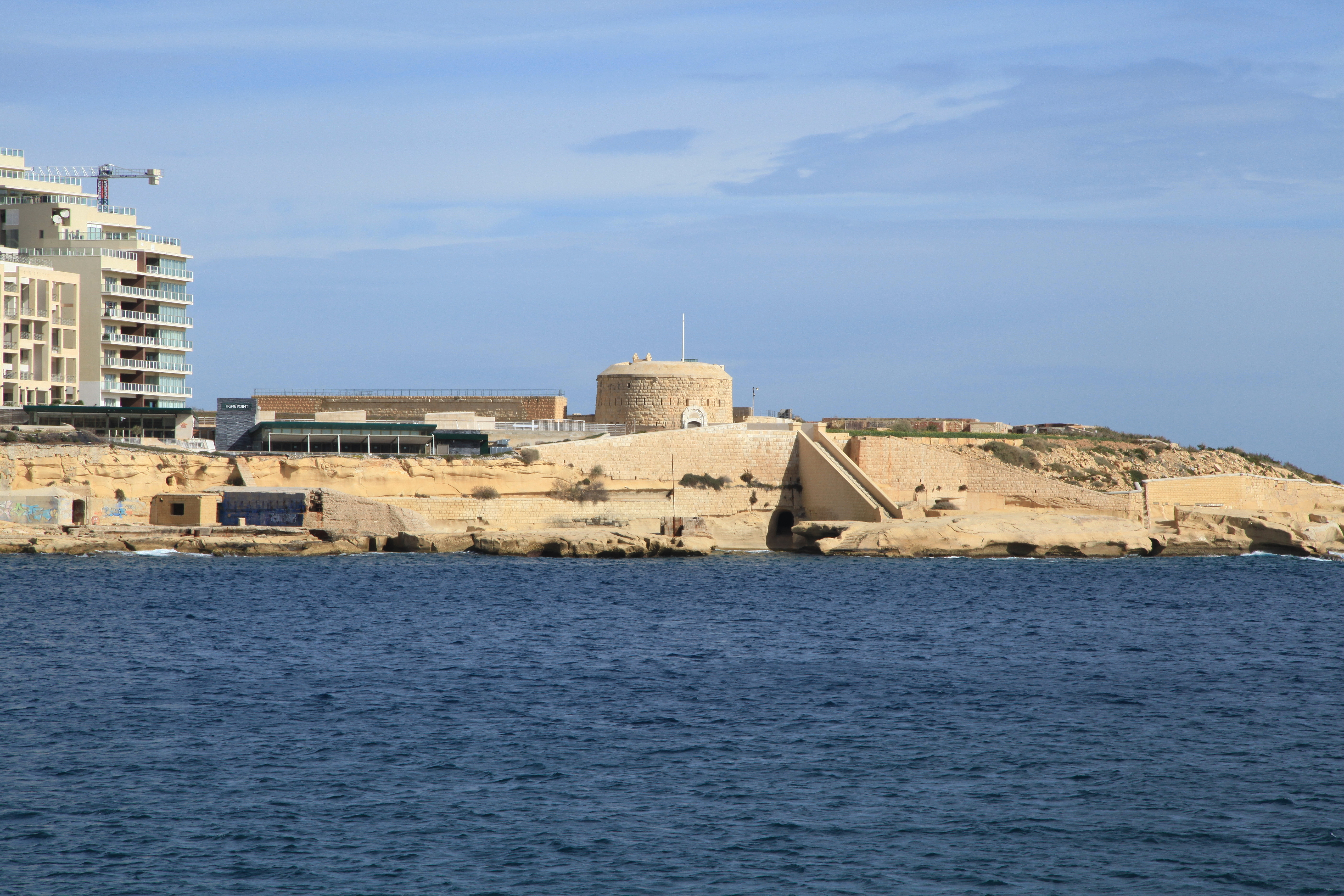
Forte Tigné Sliema
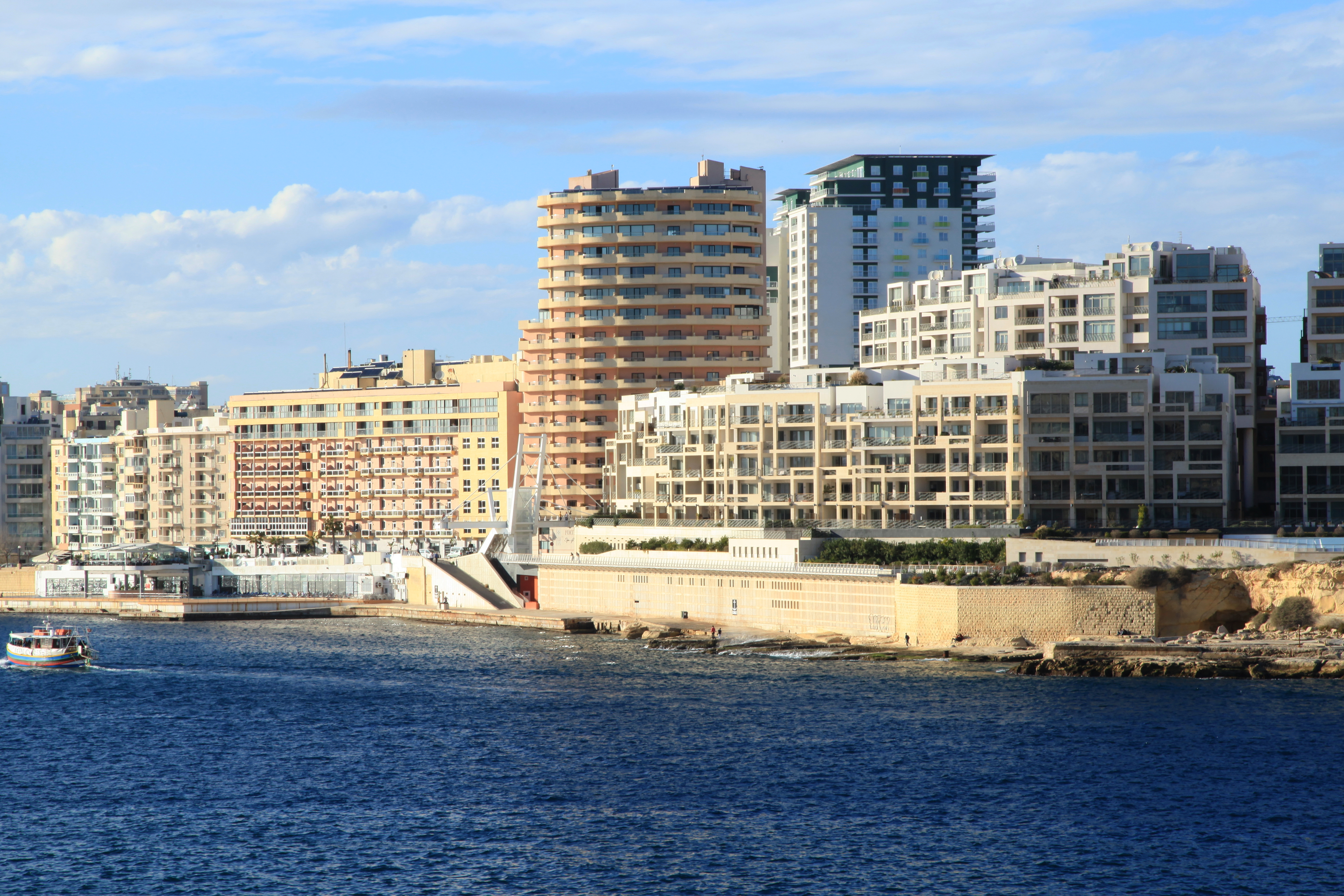
Punta Tigné Sliema
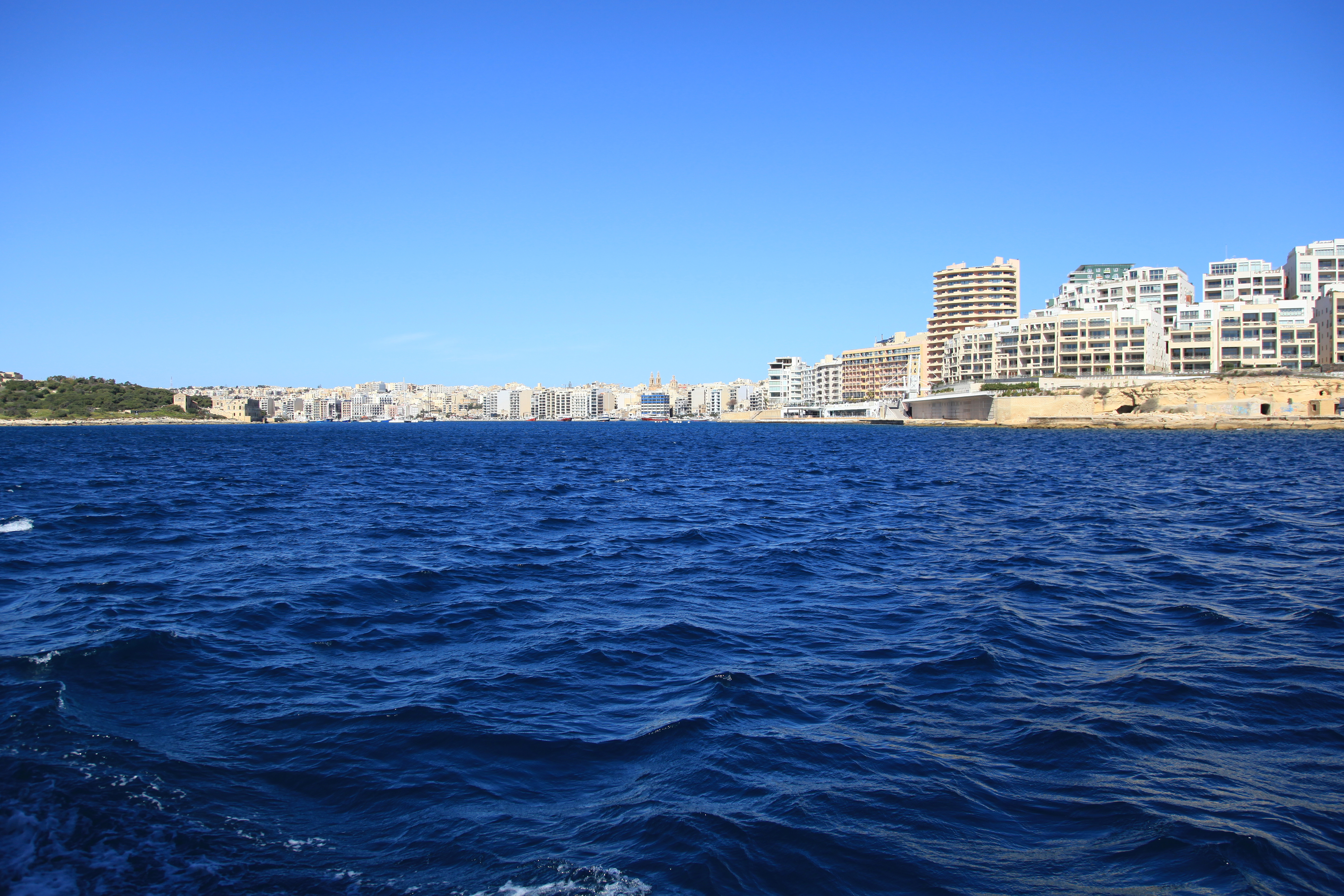
Insenatura di Sliema Sliema
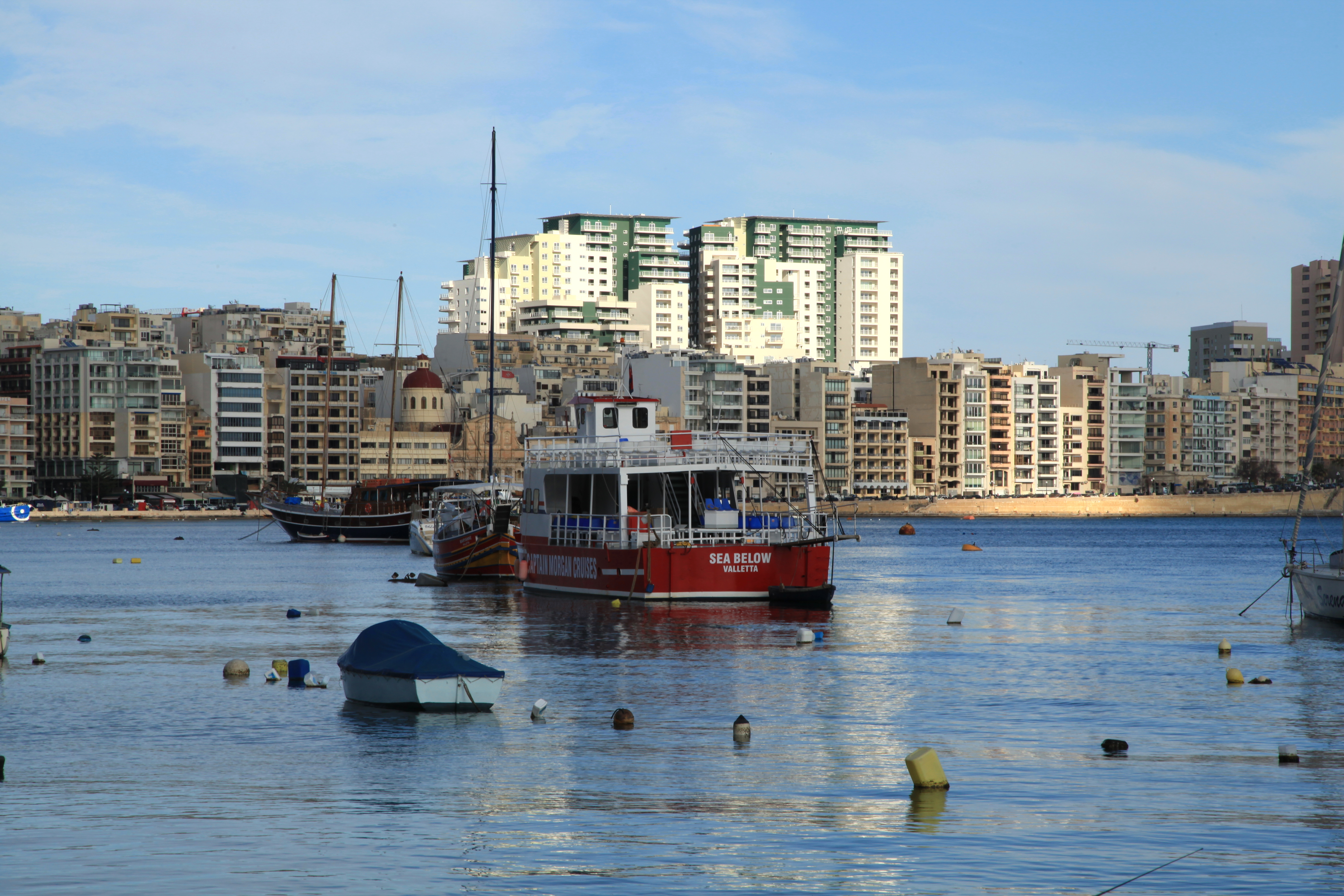
Porticciolo di Sliema Sliema
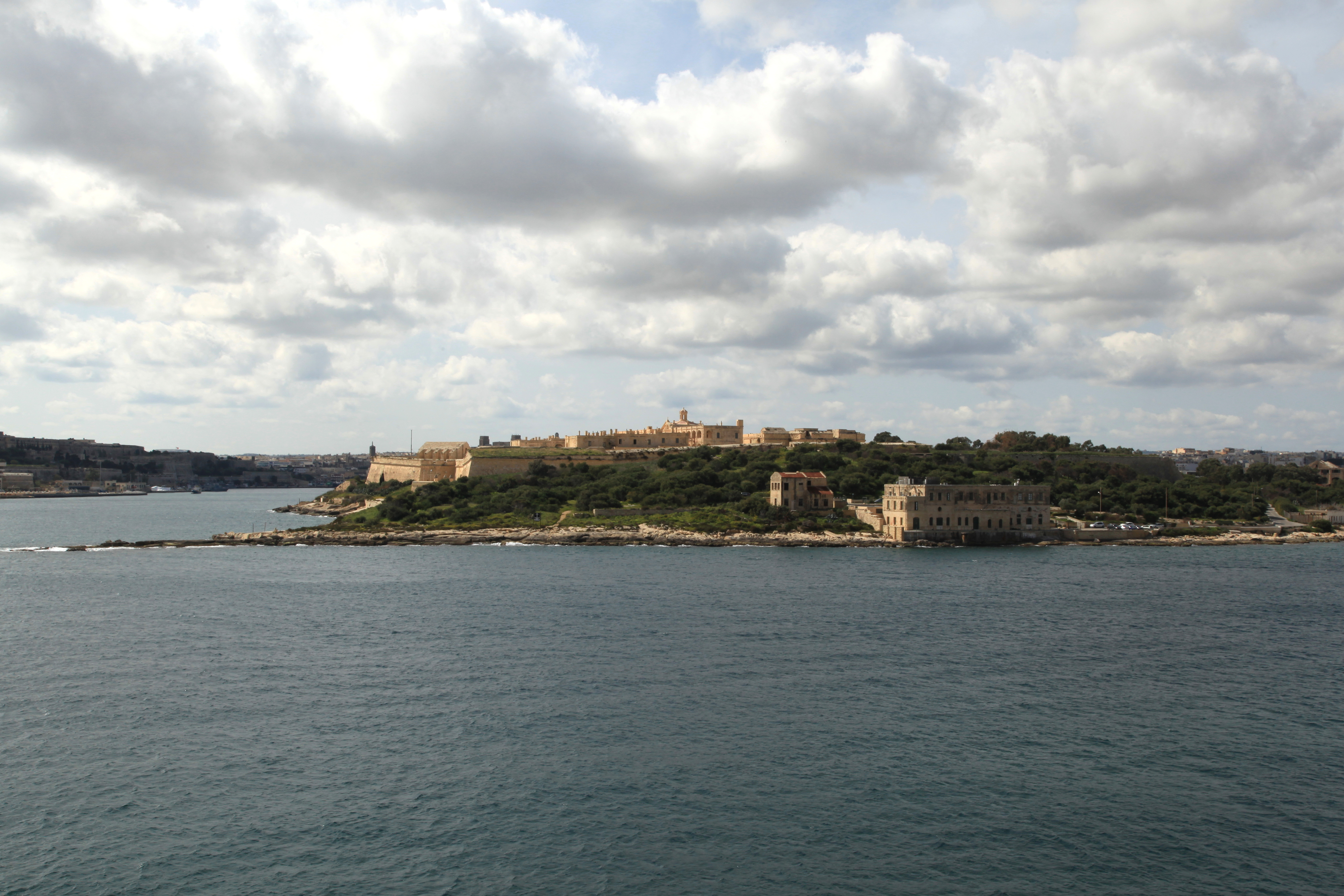
Isola Manoel Gezira
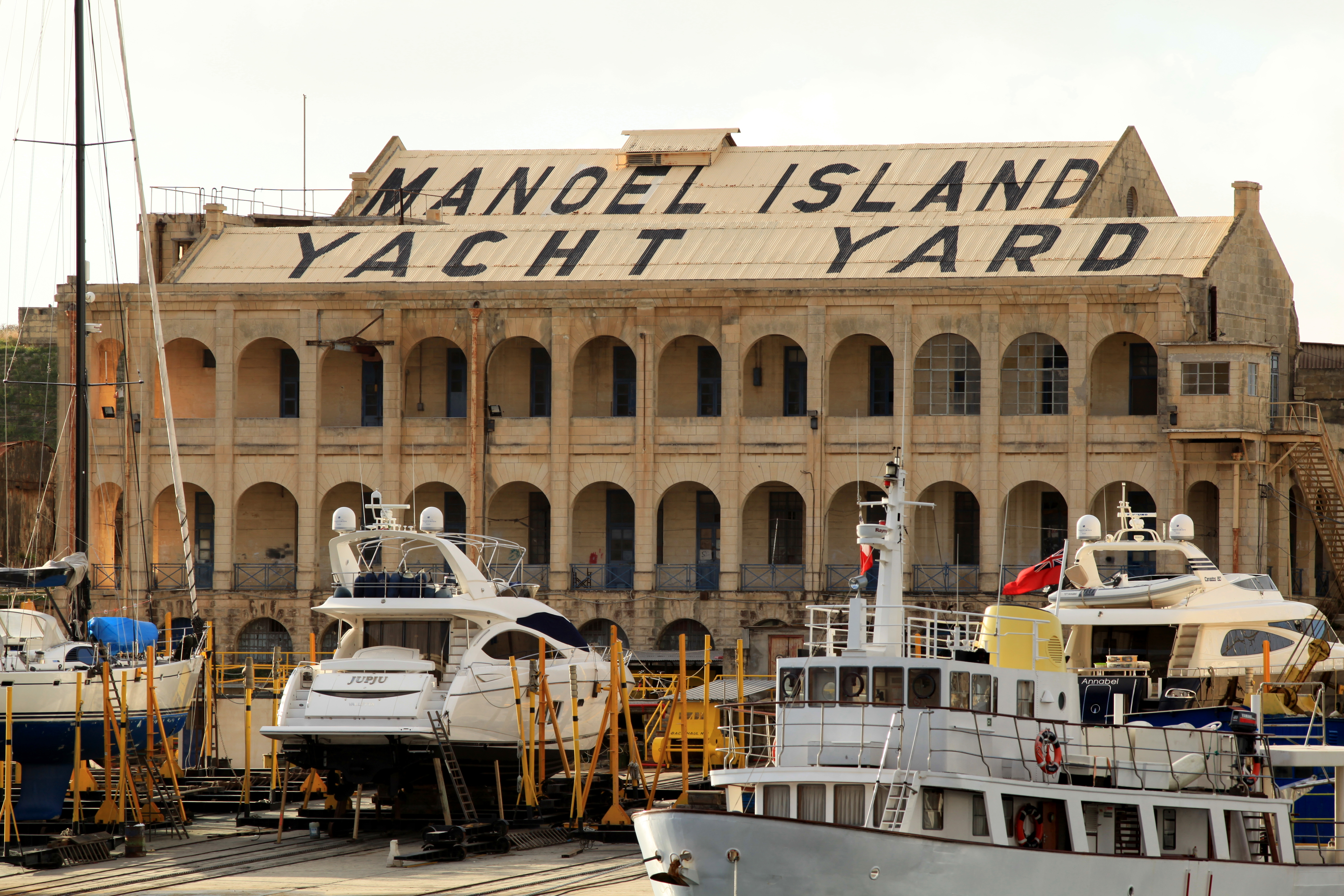
Cantieri navali dell'isola Manoel Gezira
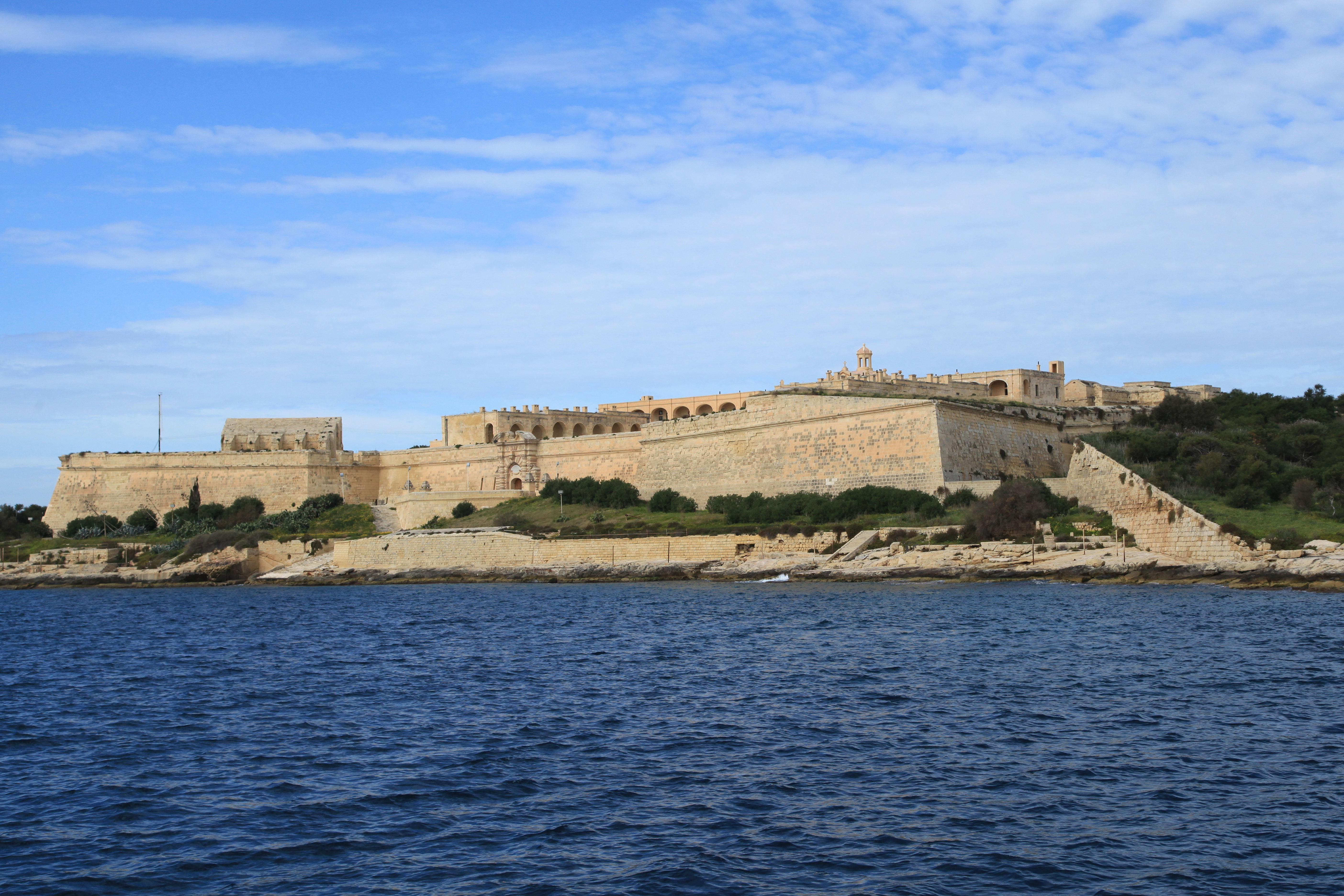
Forte Manoel Gezira
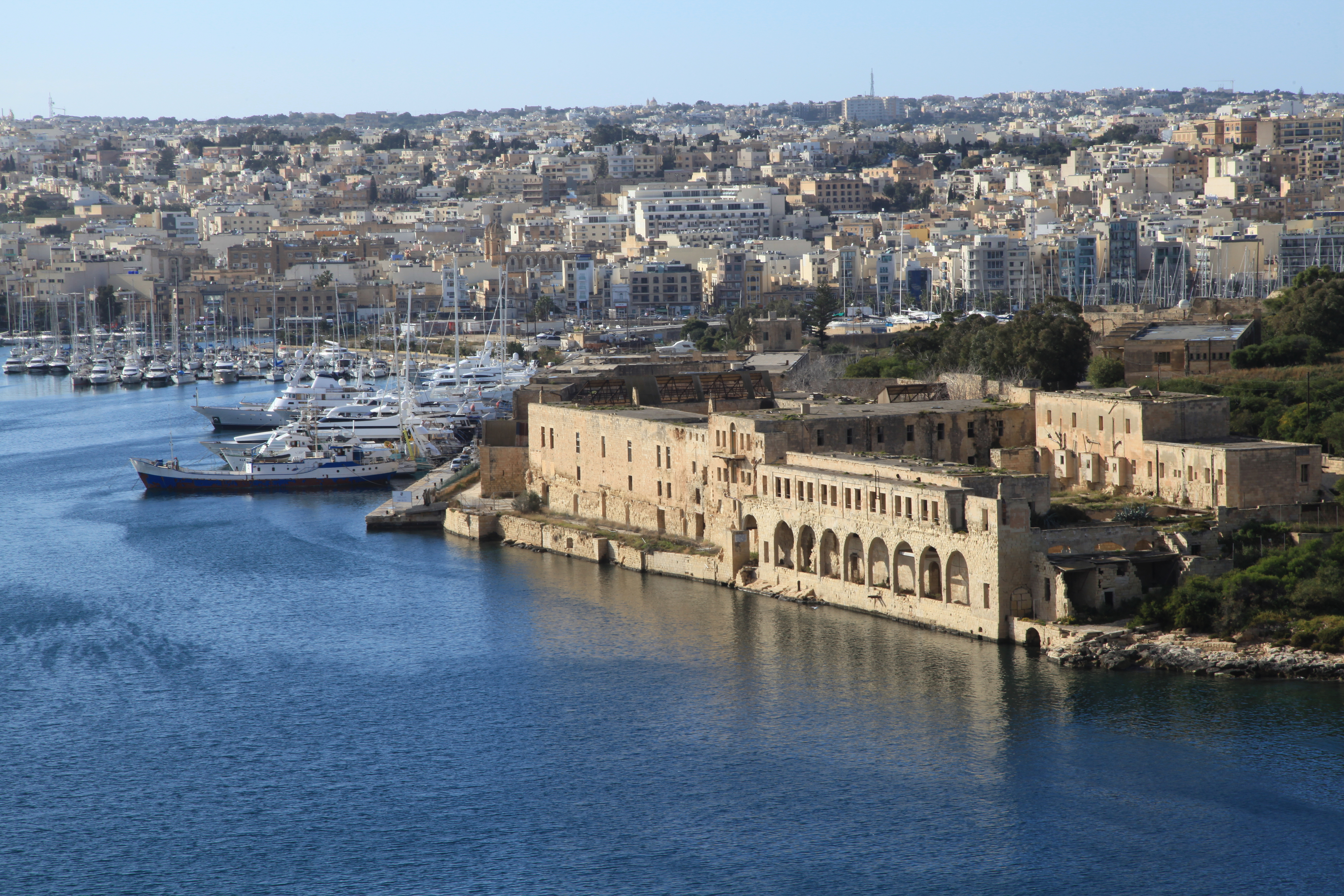
Antico lazzaretto Gezira
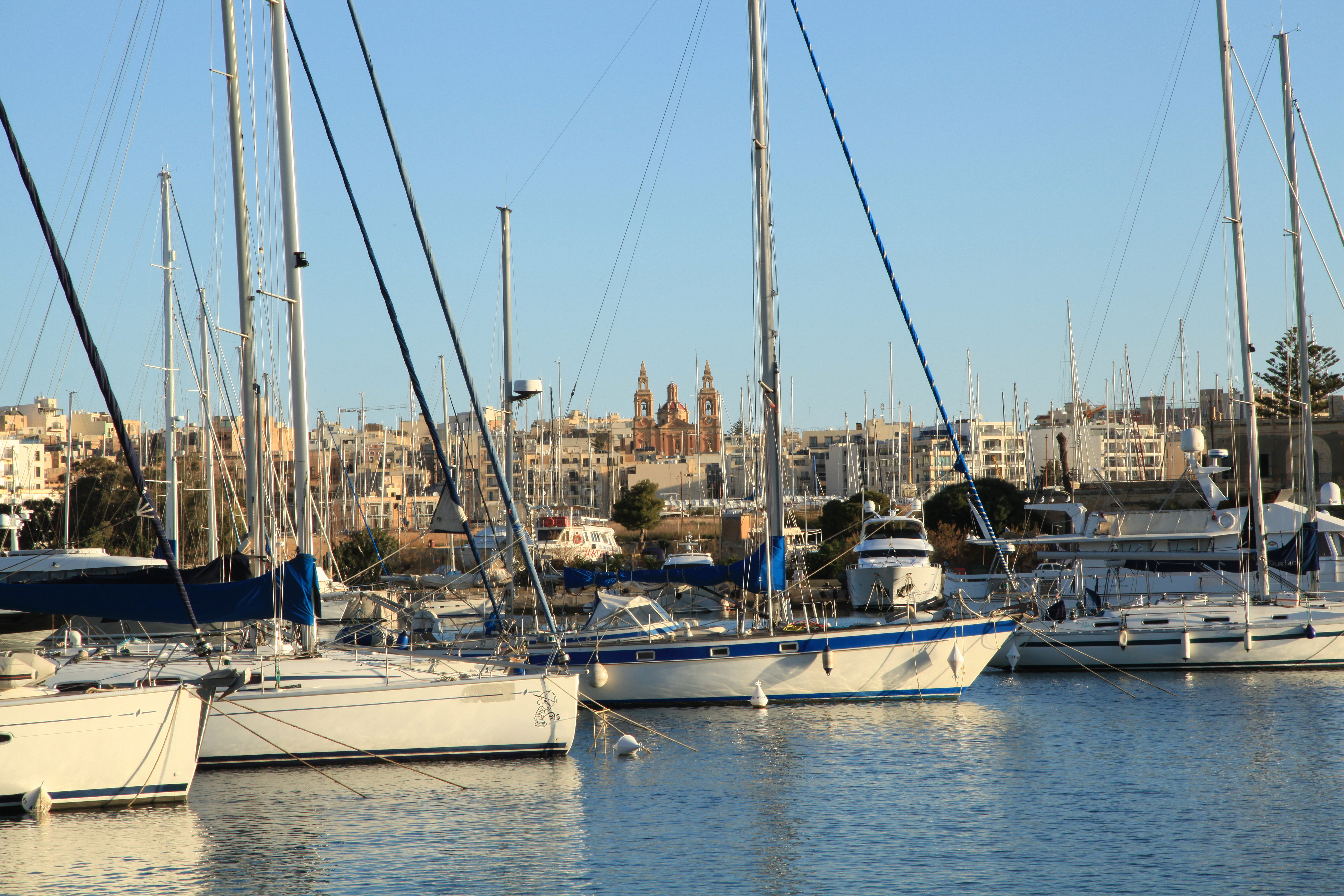
Porto turistico dell'isola Manoel Gezira
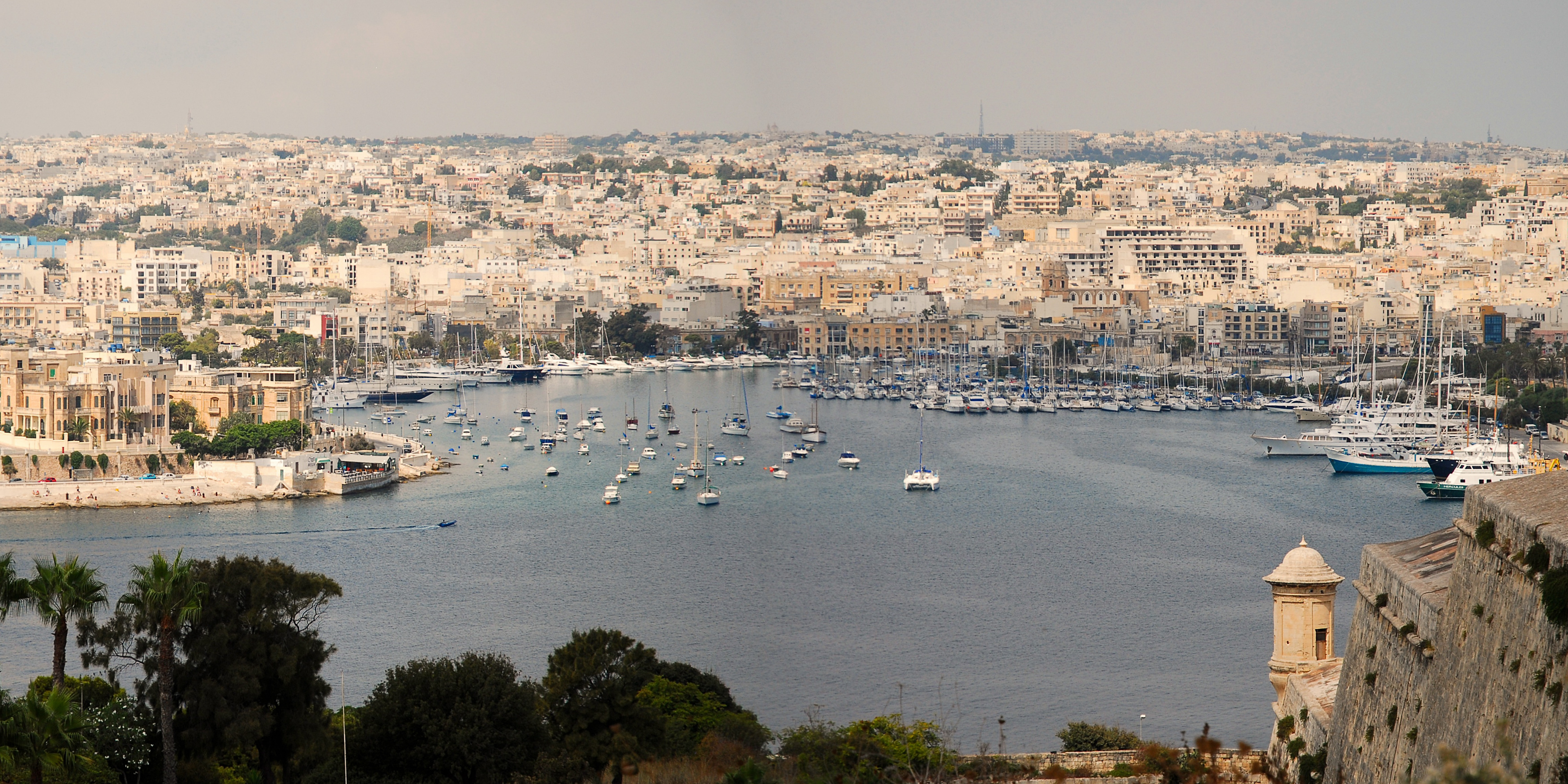
Insenatura del Lazzaretto Gezira e Scibiesci
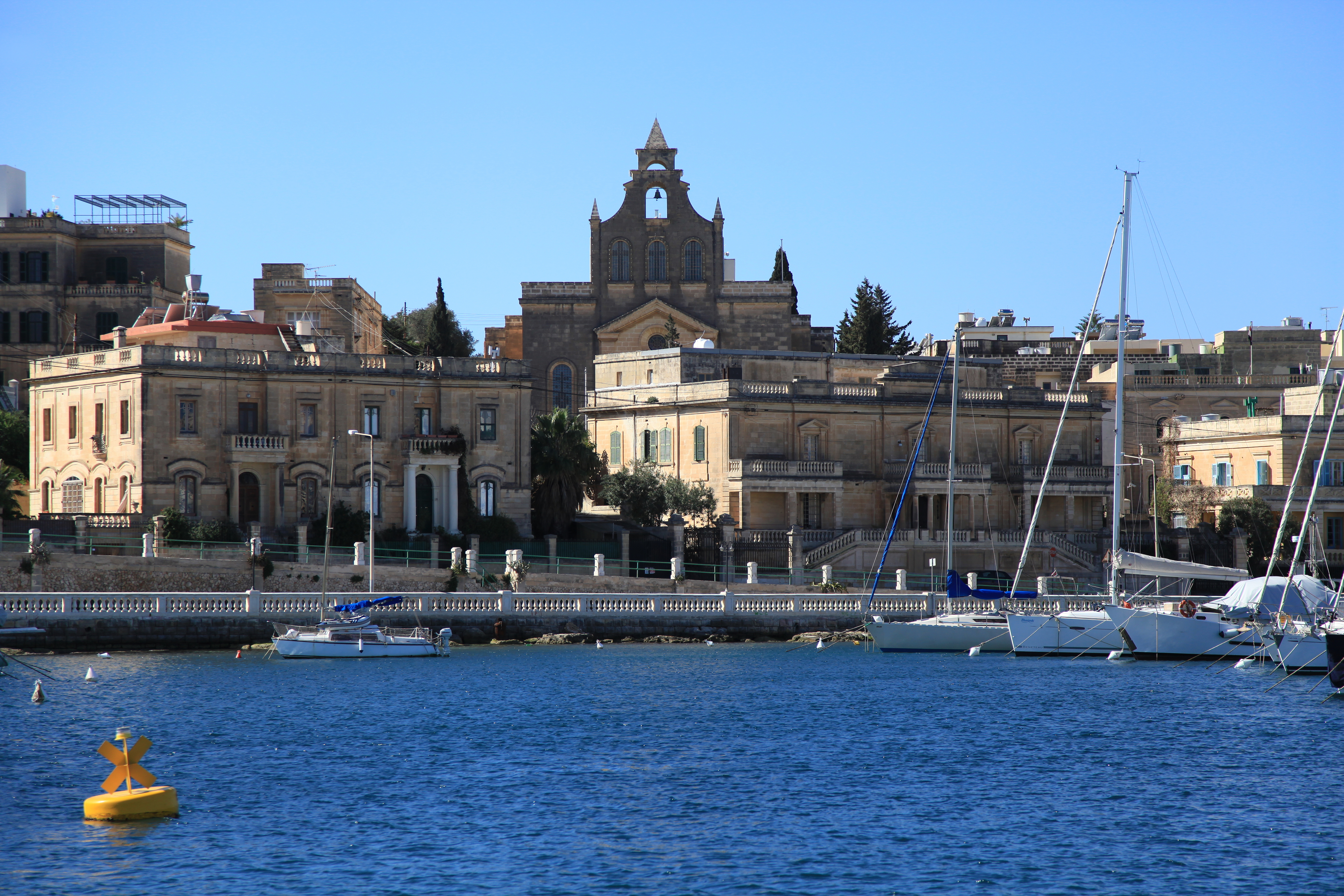
Scibiesci
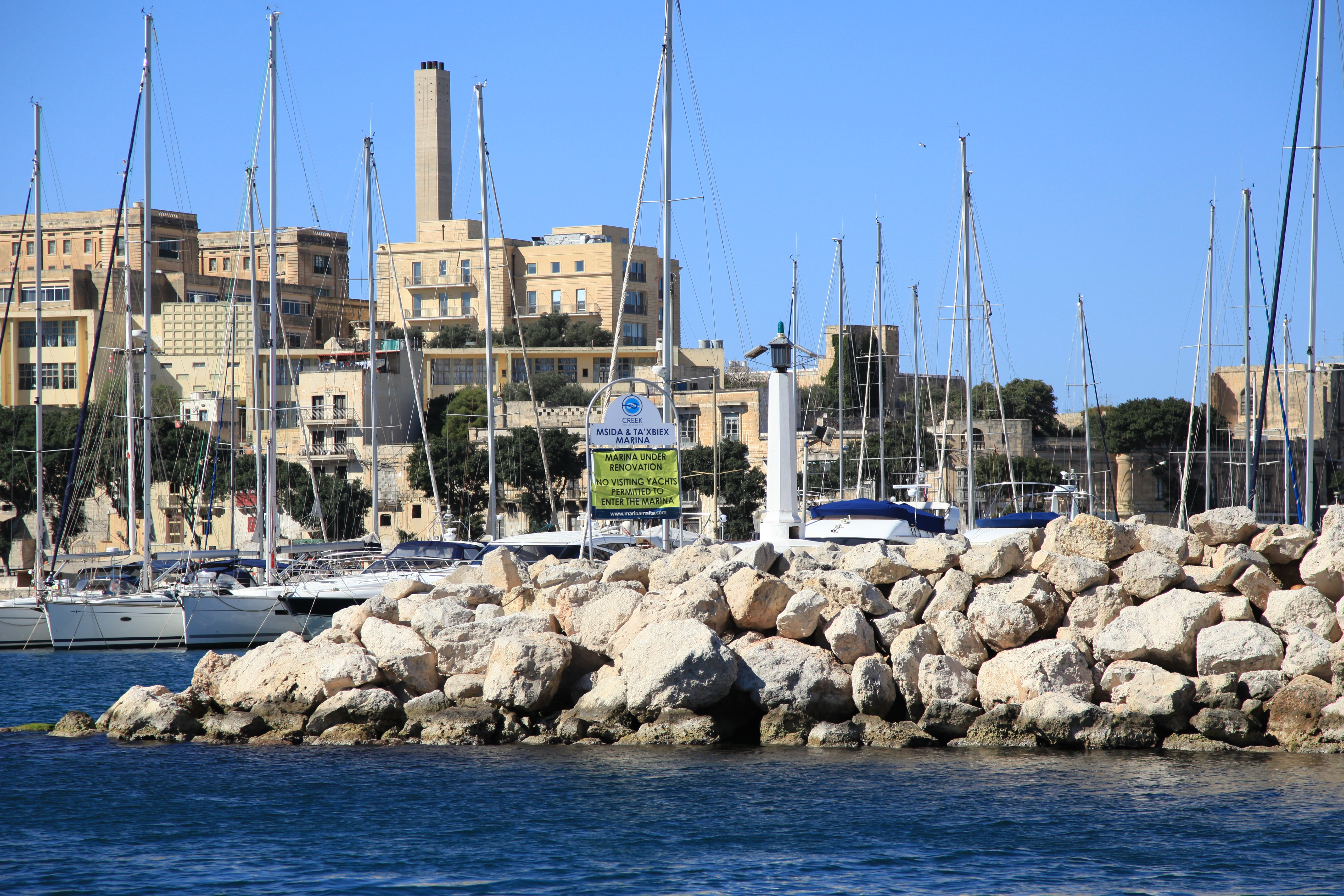
Diga di Scibiesci Scibiesci
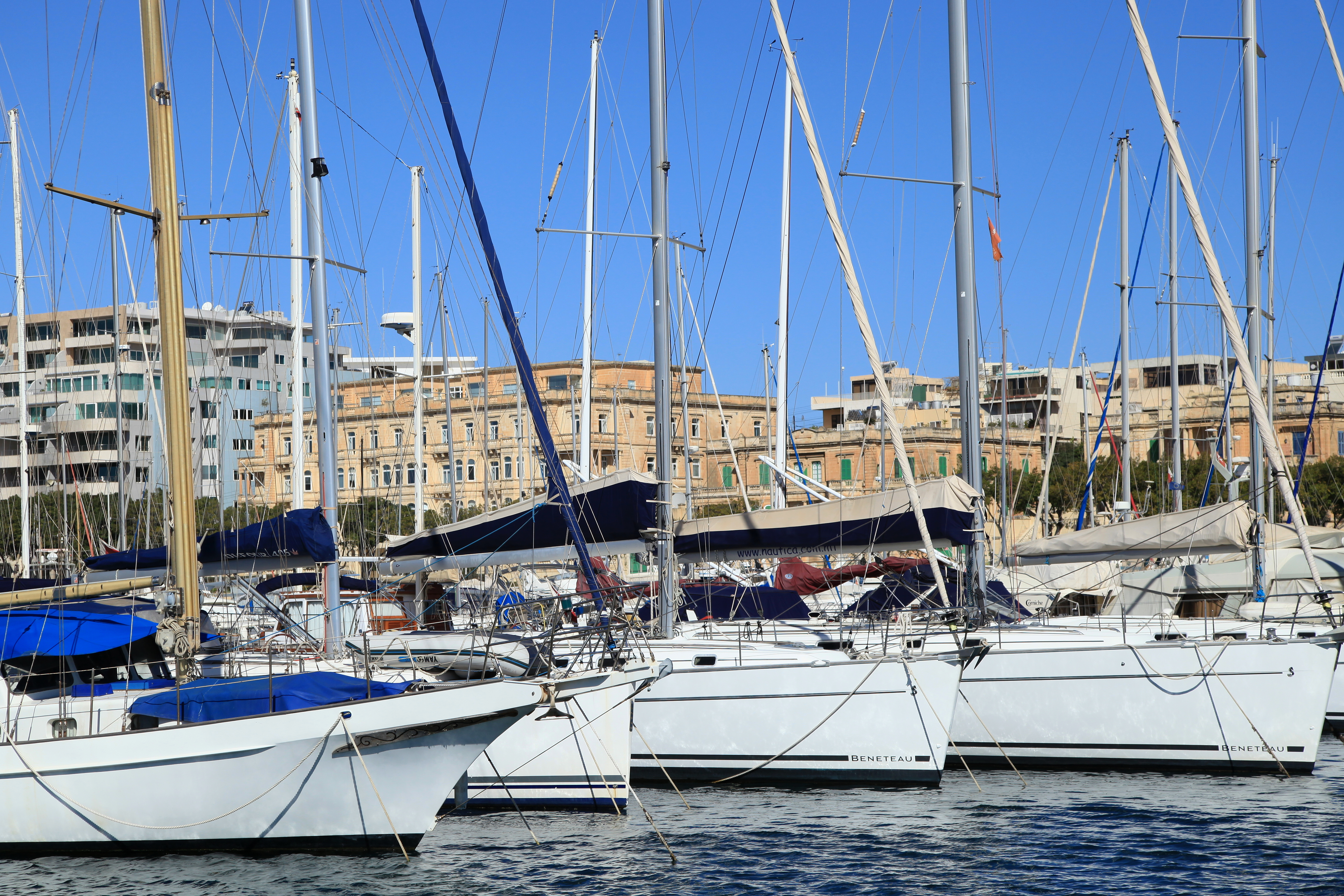
Porto turistico di Misida Misida e Scibiesci
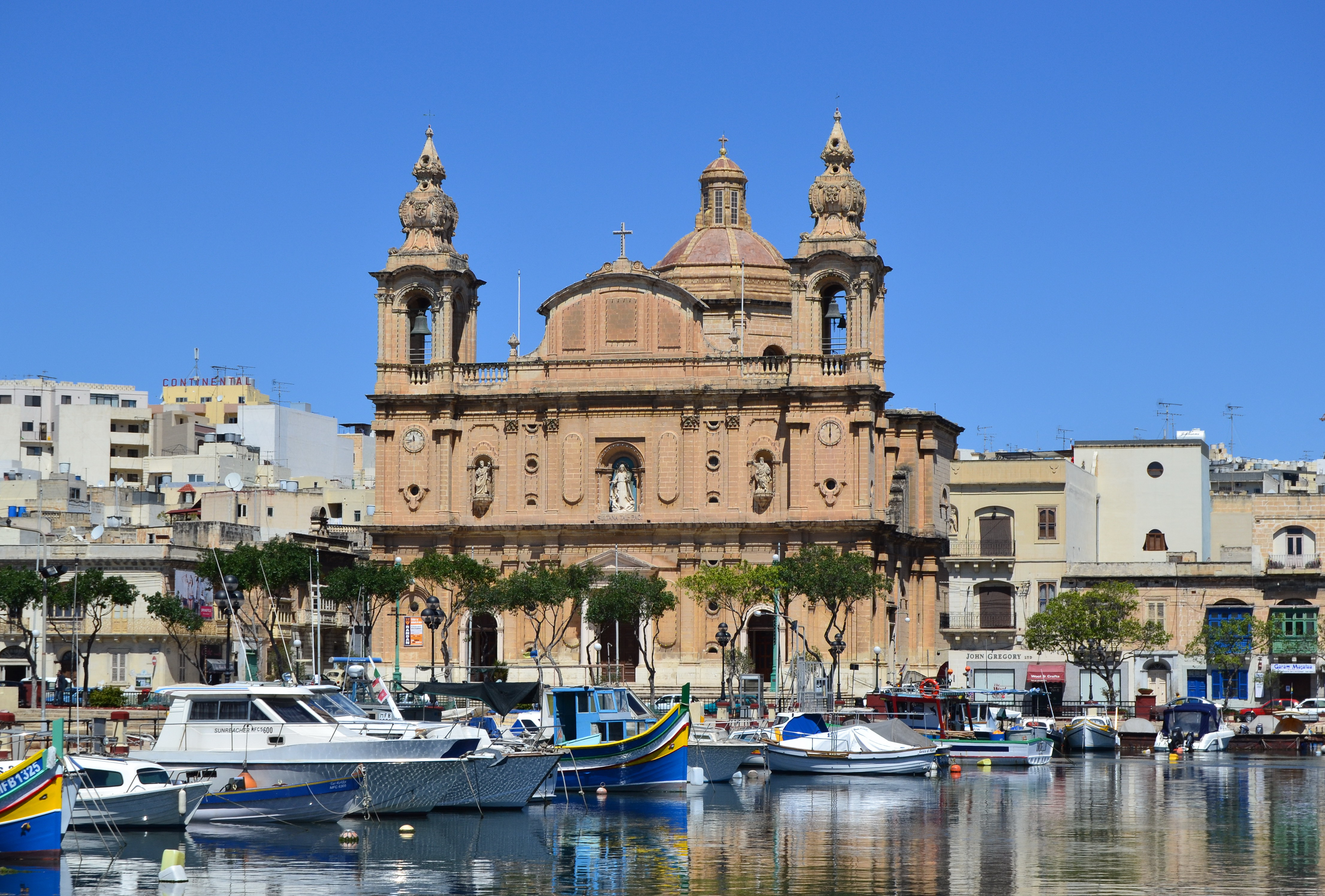
Misida
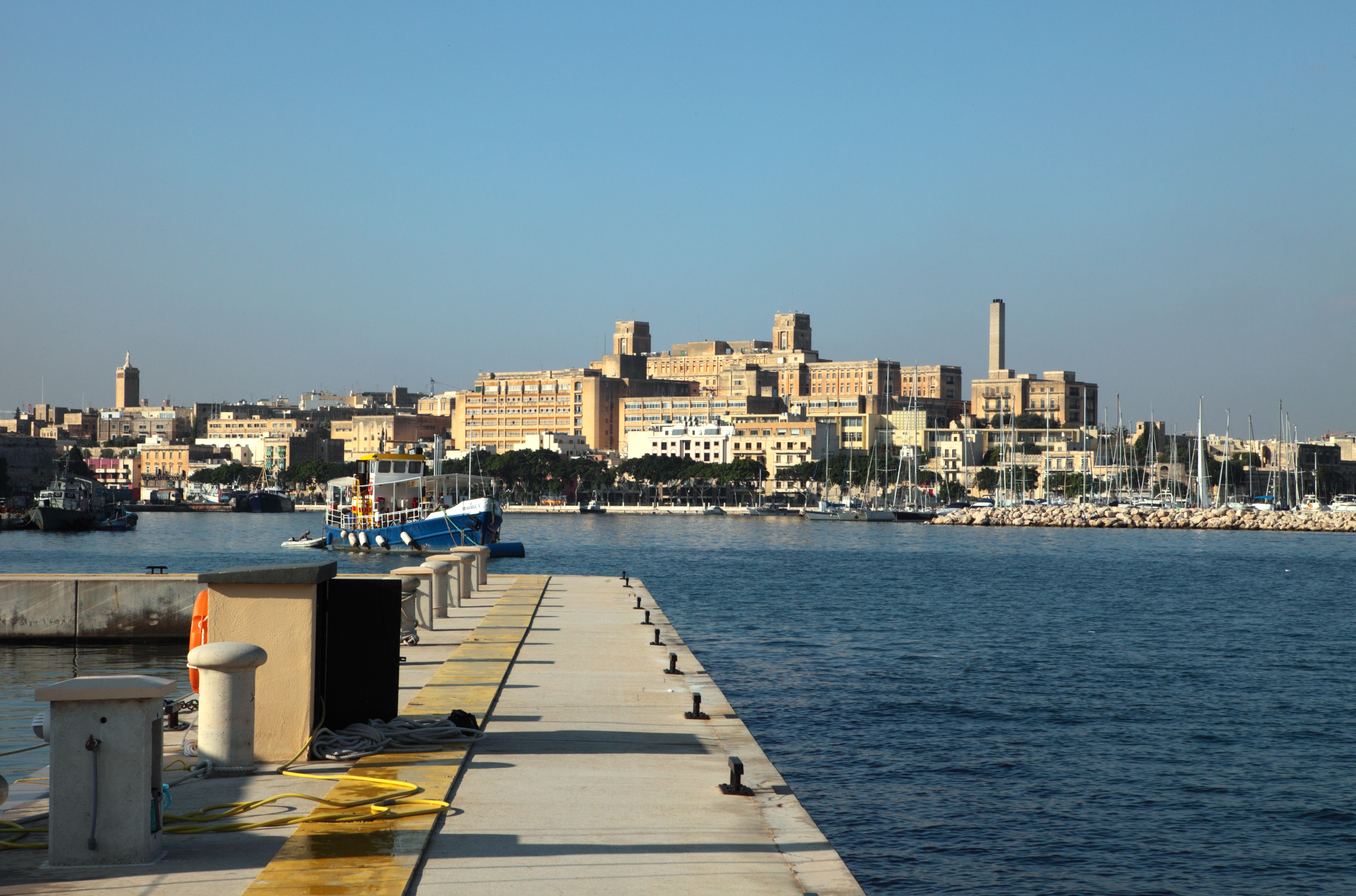
Ospedale San Luca Pietà
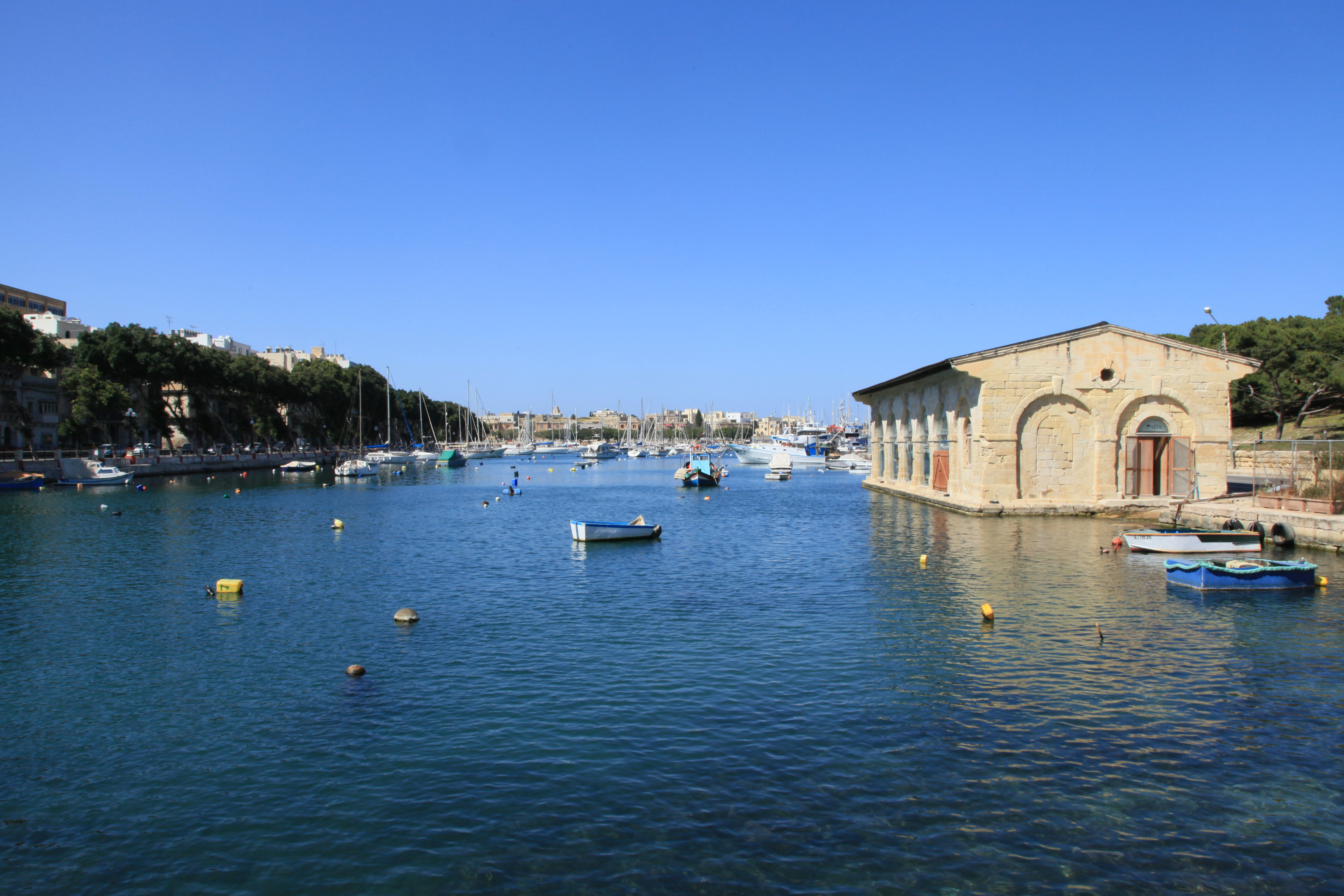
Insenatura di Pietà Pietà
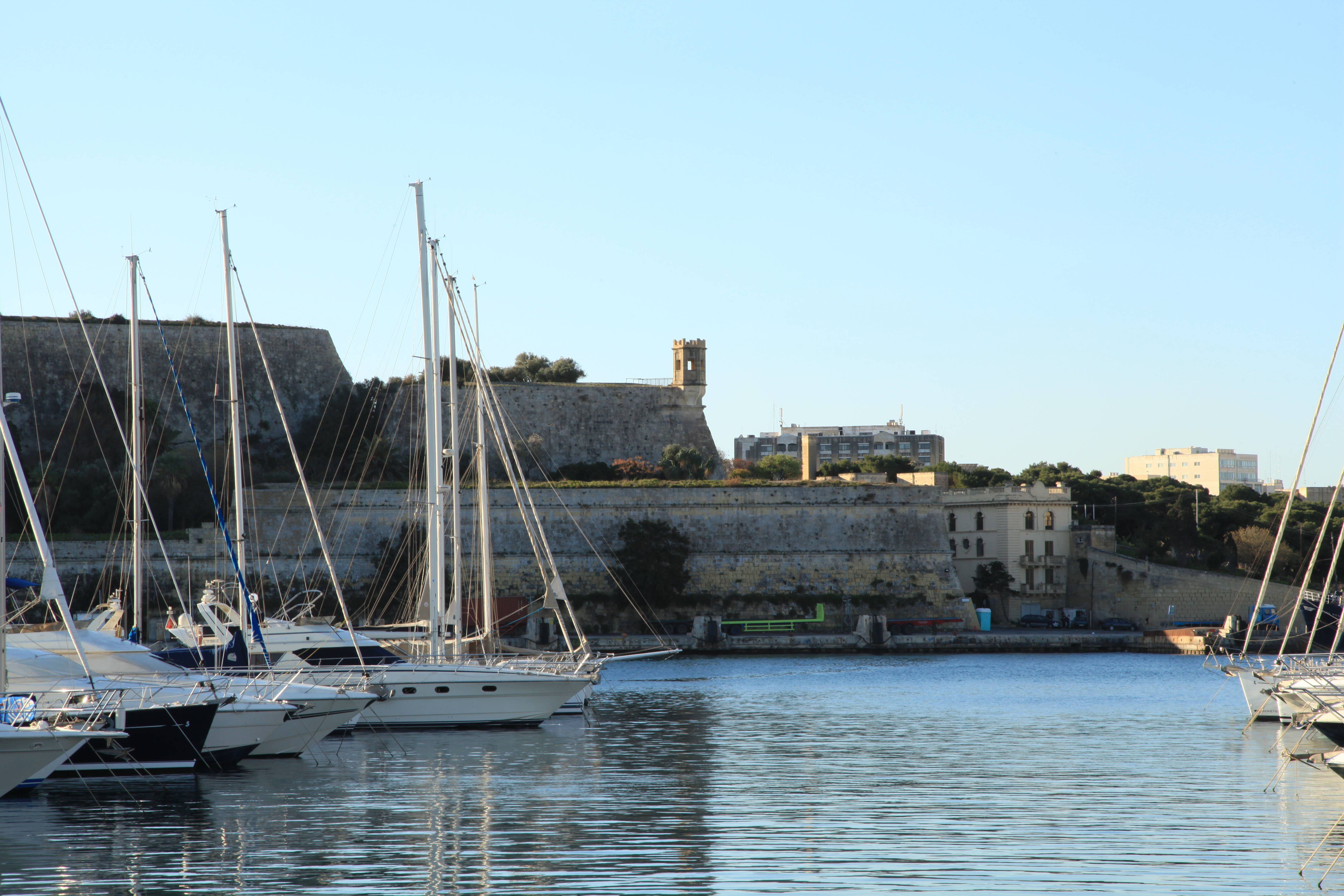
Fortificazioni Floriana
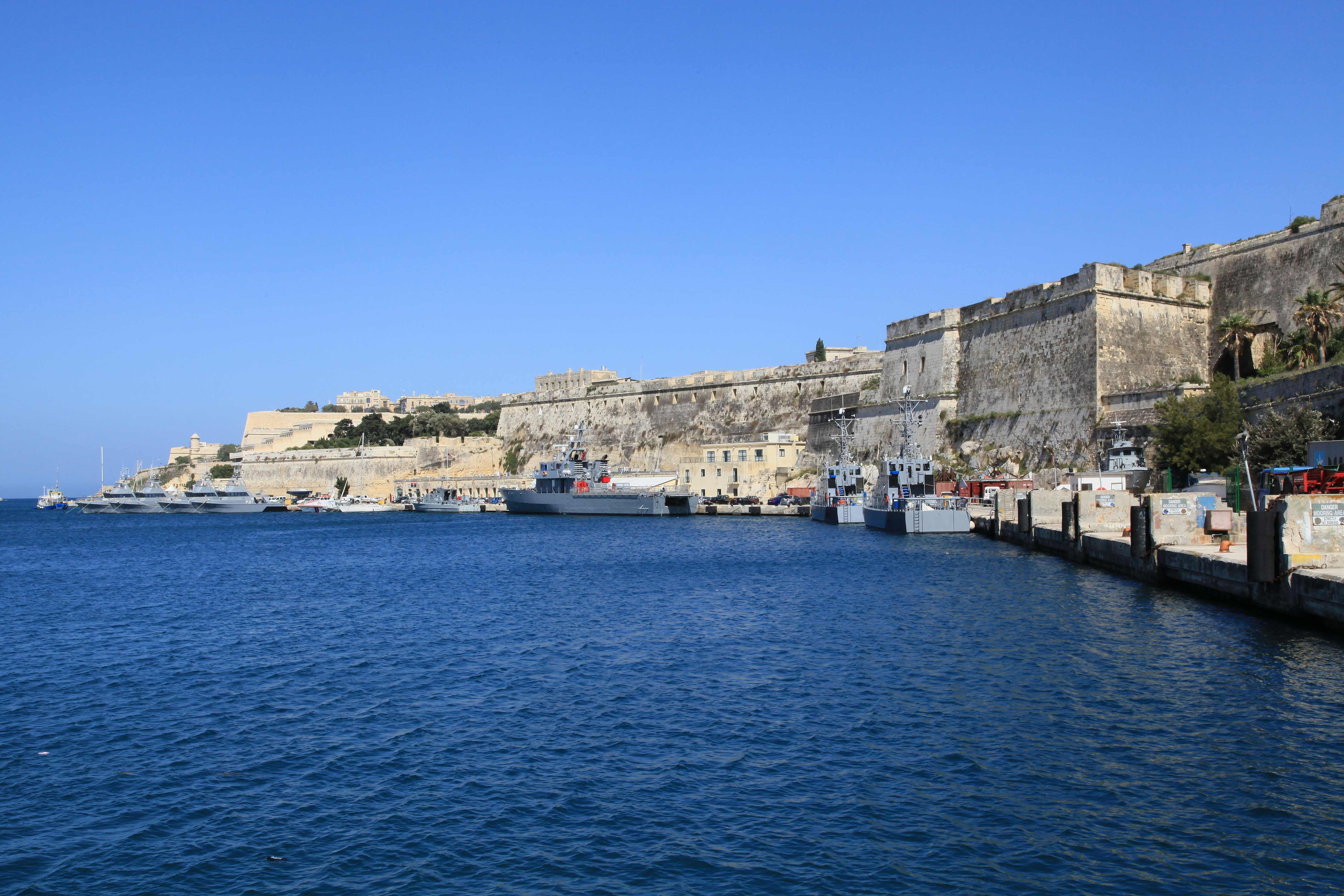
Molo Paglia Floriana
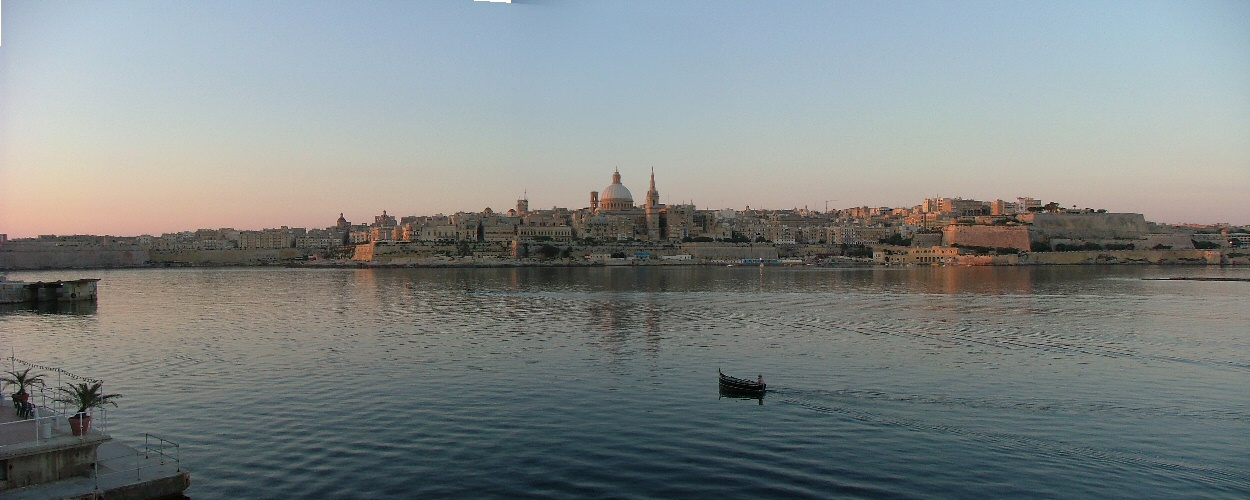
La Valletta
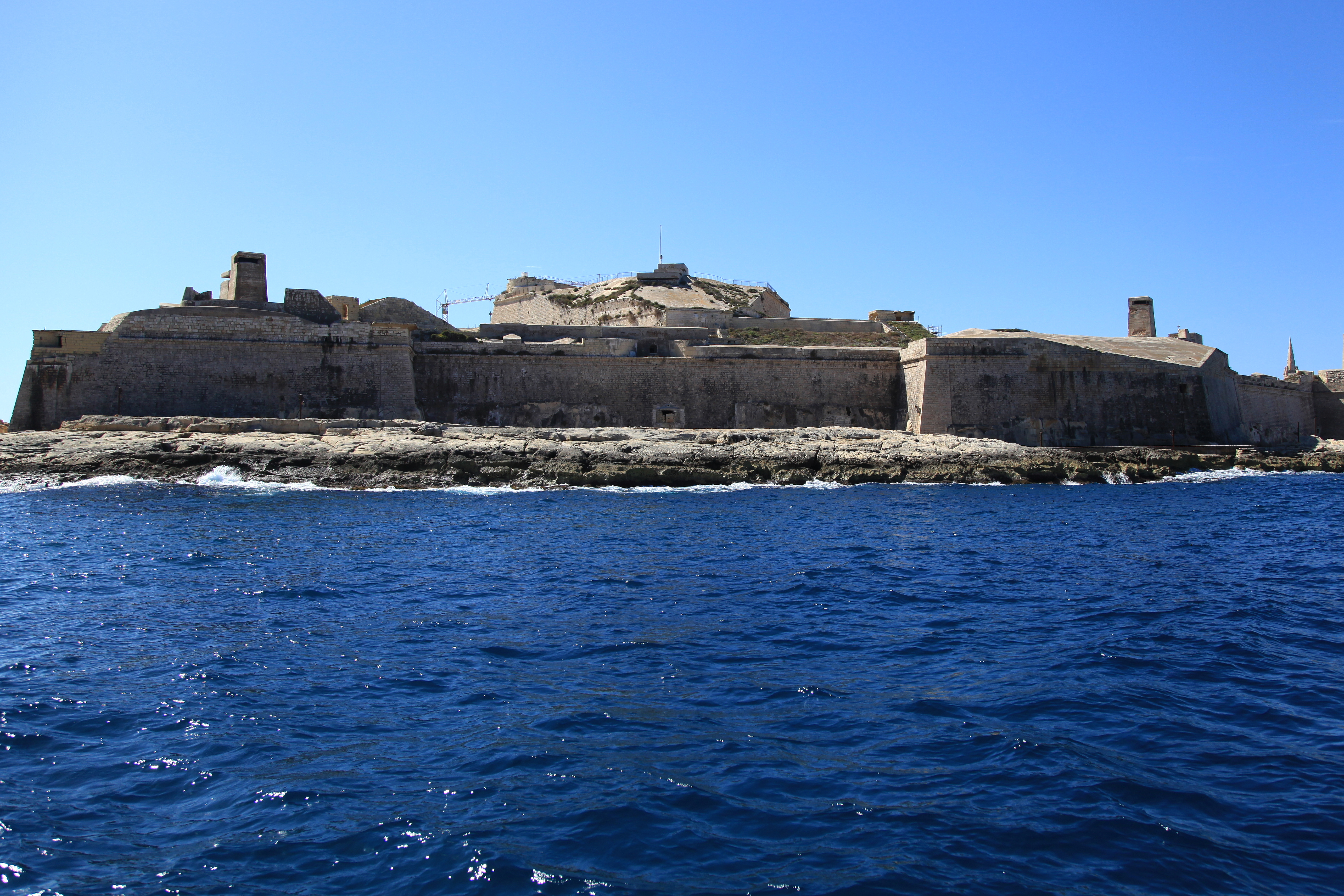
Forte Sant'Elmo La Valletta